# Three Wolves Mountain
Three Wolves Mountain è un manga yaoi di Naono Bohra di genere sentimentale con elementi fantastici. In Italia è stato pubblicato dalla casa editrice Magic Press sotto l'etichetta 801.

## Trama
Kaya Susugi è il guardiano del cimitero e lo veglia con grande impegno. Una sera, credendo di imbattersi in ladri di tombe, incontra i due fratelli lupi mannari Taro e Jiro, il primo dalle fattezze umane, il secondo più zoomorfe.
I due gli spiegano di essere stati spinti nel mondo esterno dai genitori e di non poter tornare a casa, così, sebbene di malavoglia.
Accolti i due fratelli nella propria casa e assunti come aiutanti alla sala da tè che gestisce, i tre finiscono presto per diventare una famiglia atipica ma molto unita. In particolare Jiro finisce per innamorarsi del benefattore e, durante la stagione dell'accoppiamento (momento in cui si acuisce il suo appetito sessuale e i tratti lupini emergono più facilmente), ad unirsi a lui. Ma per Susugi è difficile dare fiducia alle persone, soprattutto dopo che, orfano di entrambi i genitori, ha ricevuto assieme al fratello violenza da parte dei parenti cui era stato affidato. La perdita del fratello ha comunque fatto maturare in lui la decisione di vegliare sulla sua tomba, portandolo a scegliere la strada del guardiano del cimitero.
I due fratelli Tsukihara , che salvano diverse volte la vita a Susugi (soprattutto grazie ai poteri rigenerativi di Jiro), e gli permettono di riconciliarsi finalmente col fratello fantasma e con la sua coscienza, sono tuttavia presto costretti a tornare a casa per ordine del padre. Jin, il loro genitore li vuole infatti vicini per la nascita della loro sorellina e, data la loro esperienza trascorsa fuori casa, spera di riaccoglierli in casa affinché comincino a prendersi cura dei loro territori e responsabilità di famiglia.
Solo la visita inaspettata di Susugi, porta i due mannari ad affrontare il padre e a difendere la loro scelta di vivere nel cimitero accanto all'amico ed ospite. Lo stesso evento permette al guardiano del cimitero di dichiarare apertamente il proprio affetto a Jiro, rendendo i due ufficialmente una coppia.
La quiete dei tre viene tuttavia nuovamente turbata dalla comparsa di Aki, un giovane mannaro dal sangue misto ed incapace di trasformarsi a suo piacere che è però sostenuto da alcuni spiriti di non-morti e fantasmi ostili a Susugi. L'uomo impedisce infatti agli spiriti di infestare il cimitero e per questo quelli ordiscono col lupo mannaro di uccidere il guardiano.
A salvare la vita di Susugi sono i due fratelli che, liberato Aki dagli spiriti, svelano al loro benefattore che il loro compagno altri non è che la fidanzata ufficiale di Taro: sotto infatti un aspetto mascolino e molto aggressivo si cela infatti la promessa sposa di Taro!
Riconciliata la coppia, torna a regnare la concordia; persino i battibecchi tra Jiro e Susugi sembrano aver trovato la fine: legato ormai da un legame saldo e sincero a Jiro,  il guardiano del cimitero può persino concedersi al ragazzo, lasciando che questi svolga il ruolo attivo nella coppia, dimenticando i traumi dell'infanzia.

## Personaggi
Kaya Susugi
Guardiano del cimitero e gestore e padrone della sala da tè che ivi sorge. Deciso a vivere da solo dopo aver perso l'ambigua presenza del fratello ed essersi lasciato alle spalle i tutori violenti cui era stato affidato, accoglie Jiro e Taro pur considerandoli due rumorose seccature. Proprio la presenza dei due fratelli lo porterà a rivalutare il calore umano e a dare spinta alla propria socialità: trovato nei due un valido aiuto per le proprie mansioni Kaya avrà più tempo per meditare sui propri sentimenti e sul proprio passato.
Jiro Tsukihara
Il minore dei fratelli e il più umano nell'aspetto: Jiro, eccetto una vistosa eterocromia, manifesta orecchie e coda da lupo solo durante la fase di luna piena. Affettuoso e irruente, rimane affascinato da Susugi sin dai primi giorni, veri momenti di frustrazione per lui dato che l'uomo non contraccambiava i sentimenti ed anzi era molto irritato da ciò.
Capace di grande agilità in combattimento, il suo potere risiede tuttavia nelle capacità rigenerative e curative della sua saliva.
Taro Tsukihara
Fratello maggiore dall'appariscente aspetto lupino; Taro ha ereditato il suo aspetto dalla madre licantropa e solo durante le notti di luna piena riesce ad assumere una posizione eretta e un fisico vagamente umano. Compagno di Aki per scelta familiare, finisce per affezionarlesi e a scoprirne i veri sentimenti solo in seguito.

### Personaggi minori
Kai Susugi
Fratello maggiore di Kaya morto anni prima. Vittima di violenze da parte dei tutori cui era stato affidato assieme al fratello, Kai finì per sfogare la frustrazione e il proprio disagio su Kaya, con cui cercò di instaurare una relazione incestuosa. Una volta deceduto il perverso amore per il fratello non si è estinto e, sebbene invisibile ai semplici umani, seguita a vegliare sul cimitero e sul suo guardiano.
Aki
Fidanzata di Taro e donna dall'aspetto ambiguo, marcatamente mascolino. Dall'aspetto completamente umano ed incapace di sfruttare i propri poteri da licantropa a proprio piacimento, Aki è stata promessa in sposa a Taro affinché dall'unione nascano veri lupi mannari e così che questa possa riscattarsi agli occhi della comunità. Riesce a legare velocemente con Susugi, dato che questi vede in lei molte caratteristiche del proprio fratello.
Jin Tsukihara
Padre di Taro e Jiro. Nonostante sia un umano, tiene particolarmente che i due figli mezzosangue si realizzino e si rendano giovani emancipati e responsabili.
Erika Tsukihara
Madre di Taro e Jiro, lupa mannara. Nonostante l'aspetto mite, è lei a comandare il marito Jin che, d'altra parte, fa la voce grossa ai figli solo quando la moglie non interviene esplicitamente.

## Manga
| Nº | Titolo italiano Giapponese 「Kanji」 - Rōmaji   | Data di prima pubblicazione                                        | Data di prima pubblicazione           |
| Nº | Titolo italiano Giapponese 「Kanji」 - Rōmaji   | Giapponese                                                         | Italiano                              |
| 1  | Three Wolves Mountain 「Three Wolves Mountain」 | 2003 (Biblos) 1º novembre 2007 (Libre Shuppan) ISBN 978-4862632906 | 31 maggio 2011 ISBN 978-88-7759-457-0 |